# Medaliści mistrzostw świata w kolarstwie szosowym – drużynowa jazda na czas kobiet
Pełna lista medalistek mistrzostw świata w kolarstwie szosowym w drużynowej jeździe na czas kobiet.

## Wyniki
| Lp.             | Rok  | Miejsce               | Dystans | Złoto | Srebro | Brąz |
| --------------- | ---- | --------------------- | ------- | --- | --- | --- |
| 1               | 1987 | Villach, Austria      | 50,0    | ZSRR · Ałła Jakowlewa · Nadieżda Kibardina · Tamara Poliakowa · Lubow Pogowicznikowa                                    | Stany Zjednoczone · Inga Thompson · Sue Ehlers · Jane Marshall · Leslie Schenk                                         | Włochy · Francesca Galli · Roberta Bonanomi · Imelda Chiappa · Monica Bandini                                                 |
| 2               | 1988 | Ronse, Belgia         | 50,0    | Włochy · Monica Bandini · Roberta Bonanomi · Maria Canins · Francesca Galli                                             | ZSRR · Ałła Jakowlewa · Nadieżda Kibardina · Swietłana Rożkowa · Laima Zilporytė                                       | Stany Zjednoczone · Jeanne Golay · Phyllis Hines · Jane Marshall · Leslie Schenk                                              |
| 3               | 1989 | Chambéry, Francja     | 50,0    | ZSRR · Nadieżda Kibardina · Tamara Poliakowa · Laima Zilporytė · Natalja Mielechina                                     | Włochy · Monica Bandini · Roberta Bonanomi · Maria Canins · Francesca Galli                                            | Francja · Valérie Simonnet · Cécile Odin · Catherine Marsal · Nathalie Cantet                                                 |
| 4               | 1990 | Utsunomiya, Japonia   | 50,0    | Holandia · Leontien Van Moorsel · Monique Knol · Cora Westland · Astrid Schop                                           | Stany Zjednoczone · Inga Thompson · Eve Stephenson · Phyllis Hines · Maureen Manley                                    | ZSRR · Natalja Mielechina · Nadieżda Kibardina · Walentina Połchanowa · Natalja Czypajewa                                     |
| 5               | 1991 | Stuttgart, Niemcy     | 50,0    | Francja · Marion Clignet · Nathalie Gendron · Catherine Marsal · Cécile Odin                                            | Holandia · Cora Westland · Astrid Schop · Monique Knol · Monique de Bruin                                              | ZSRR · Natalja Grinina · Nadieżda Kibardina · Walentina Połchanowa · Aiga Zagorska                                            |
| 6               | 1992 | Benidorm, Hiszpania   | 50,0    | Stany Zjednoczone · Eve Stephenson · Jeanne Golay · Jan Bolland · Danute Bankaitis-Davis                                | Francja · Corinne Le Gal · Jeannie Longo · Catherine Marsal · Cécile Odin                                              | Rosja · Gulnara Fatkulina · Natalja Grinina · Aleksandra Koljasewa · Nadieżda Kibardina                                       |
| 7               | 1993 | Oslo, Norwegia        | 50,0    | Rosja · Olga Sokołowa · Swietłana Bubnienkowa · Aleksandra Koljasewa · Walentina Połchanowa                             | Stany Zjednoczone · Eve Stephenson · Jeanne Golay · Jan Bolland · Deirdre Demet                                        | Włochy · Roberta Bonanomi · Alessandra Cappellotto · Michela Fanini · Fabiana Luperini                                        |
| 8               | 1994 | Agrigento, Włochy     | 50,0    | Rosja · Olga Sokołowa · Swietłana Bubnienkowa · Aleksandra Koljasewa · Walentina Połchanowa                             | Litwa · Jolanta Polikevičiūtė · Rasa Polikevičiūtė · Diana Žiliūtė · Liuda Triabaitė                                   | Stany Zjednoczone · Deirdre Demet-Barry · Eve Stephenson · Jeanne Golay · Alison Dunlap                                       |
| Grupy kolarskie |      |                       |         | | | |
| 1               | 2012 | Valkenburg, Holandia  | 34,2    | Team Specialized-lululemon Charlotte Becker Ellen van Dijk Amber Neben Evelyn Stevens Ina-Yoko Teutenberg Trixi Worrack | Orica-AIS Judith Arndt Shara Gillow Loes Gunnewijk Melissa Hoskins Alex Rhodes Linda Villumsen                         | AA Drink-Leontien.nl Chantal Blaak Lucinda Brand Jessie Daams Sharon Laws Emma Pooley Kirsten Wild                            |
| 2               | 2013 | Florencja, Włochy     | 42,8    | Team Specialized-lululemon Lisa Brennauer Katie Colclough Carmen Small Evelyn Stevens Eleonora van Dijk Trixi Worrack   | Rabobank Women Lucinda Brand Thalita de Jong Pauline Ferrand-Prevot Roxane Knetemann Annemiek van Vleuten Marianne Vos | Orica-AIS Annette Edmondson Shara Gillow Loes Gunnewijk Melissa Hoskins Emma Johansson Amanda Spratt                          |
| 3               | 2014 | Ponferrada, Hiszpania | 36,1    | Team Specialized-lululemon Chantal Blaak Lisa Brennauer Karol-Ann Canuel Carmen Small Evelyn Stevens Trixi Worrack      | Orica-AIS Annette Edmondson Melissa Hoskins Emma Johansson Jessie MacLean Valentina Scandolara Amanda Spratt           | Astana BePink Alena Amialusik Simona Frapporti Doris Schweizer Alison Tetrick Silvia Valsecchi Susanna Zorzi                  |
| 4               | 2015 | Richmond, USA         | 38,6    | Velocio-SRAM Pro Cycling Alena Amialusik Lisa Brennauer Karol-Ann Canuel Barbara Guarischi Mieke Kröger Trixi Worrack   | Boels-Dolmans Lizzie Armitstead Chantal Blaak Christine Majerus Katarzyna Pawłowska Evelyn Stevens Ellen van Dijk      | Rabo-Liv Lucinda Brand Thalita de Jong Shara Gillow Roxane Knetemann Katarzyna Niewiadoma Anna van der Breggen                |
| 5               | 2016 | Doha, Katar           | 40      | Boels-Dolmans Chantal Blaak Karol-Ann Canuel Lizzie Deignan Christine Majerus Evelyn Stevens Ellen van Dijk             | Canyon-SRAM Racing Alena Amialusik Hannah Barnes Lisa Brennauer Elena Cecchini Mieke Kröger Trixi Worrack              | Cervélo-Bigla Pro Cycling Ciara Horne Lisa Klein Lotta Lepistö Ashleigh Moolman Joëlle Numainville Stephanie Pohl             |
| 6               | 2017 | Bergen, Norwegia      | 42,5    | Team Sunweb Lucinda Brand Leah Kirchmann Floortje Mackaij Coryn Rivera Sabrina Stultiens Ellen van Dijk                 | Boels-Dolmans Chantal Blaak Karol-Ann Canuel Megan Guarnier Christine Majerus Amy Pieters Anna van der Breggen         | Cervélo-Bigla Pro Cycling Stephanie Gaumnitz Lisa Klein Clara Koppenburg Lotta Lepistö Cecilie Uttrup Ludwig Ashleigh Moolman |
| 7               | 2018 | Innsbruck, Austria    | 54,1    | Canyon-SRAM Racing Alena Amialusik Alice Barnes Hannah Barnes Elena Cecchini Lisa Klein Trixi Worrack                   | Boels-Dolmans Chantal Blaak Karol-Ann Canuel Amalie Dideriksen Christine Majerus Amy Pieters Anna van der Breggen      | Team Sunweb Lucinda Brand Leah Kirchmann Liane Lippert Pernille Mathiesen Coryn Rivera Ellen van Dijk                         |

## Tabela medalowa

### Reprezentacje
| Miejsce | Państwo           |   |   |   | Razem |
| ------- | ----------------- | - | - | - | ----- |
| 1.      | Rosja             | 2 | 0 | 1 | 3     |
| 2.      | ZSRR              | 2 | 1 | 2 | 3     |
| 3.      | Stany Zjednoczone | 1 | 3 | 2 | 6     |
| 4.      | Włochy            | 1 | 1 | 2 | 4     |
| 5.      | Holandia          | 1 | 1 | 0 | 2     |
| 6.      | Litwa             | 0 | 1 | 0 | 1     |

### Grupy kolarskie
| Miejsce | Państwo              |   |   |   | Razem |
| ------- | -------------------- | - | - | - | ----- |
| 1.      | Canyon-SRAM Racing   | 5 | 1 | 0 | 6     |
| 2.      | SD Worx              | 1 | 3 | 0 | 4     |
| 3.      | Team Sunweb          | 1 | 0 | 1 | 2     |
| 4.      | Orica-Scott          | 0 | 2 | 1 | 3     |
| 5.      | Liv Racing TeqFind   | 0 | 1 | 1 | 2     |
| 6.      | Équipe Paule Ka      | 0 | 0 | 2 | 2     |
| 7.      | AA Drink-leontien.nl | 0 | 0 | 1 | 1     |
| 7.      | Bepink               | 0 | 0 | 1 | 1     |